# فريماك (برنامج محول فيديو)
فريماك فيديو كونفيرتر (بالإنجليزية: Freemake Video Converter)‏ هو تطبيق محدود المجانية لتحرير الفيديو على تم تطويره بواسطة شركة Ellora Assets Corporation . يمكن استخدام البرنامج للتحويل بين تنسيقات أو أنواع الفيديو ونسخ أقراص الفيديو الرقمية الخاصة بالفيديو وإنشاء عروض شرائح للصور وتصورات موسيقية . يمكنه أيضًا نسخ ملفات الفيديو المتوافقة إلى أقراص DVD أو Blu-ray أو تحميلها مباشرة على YouTube .

## ميزات
على الرغم من اسمه ، يعد Freemake Video Converter تطبيقًا لتحرير الفيديو على مستوى المبتدئين فقط حيث أنه يجب أن يدفع المستخدم بعذ الأموال للحصول على ميزات أعلى. يمكنه إجراء مهام تحرير فيديو غير خطية بسيطة ، مثل القص والتدوير والتقليب والجمع بين مقاطع فيديو متعددة في ملف واحد مع تأثيرات الانتقال. يمكنه أيضًا إنشاء عروض شرائح للصور مع موسيقى خلفية. يمكن للمستخدمين بعد ذلك تحميل مقاطع الفيديو هذه على YouTube أو مواقع مشاركة الفيديو.
يمكن لـ Freemake Video Converter قراءة غالبية تنسيقات الفيديو والصوت والصورة والمخرجات إلى AVI وMP4 وWMV وMatroska وFLV وSWF و3GP وDVD وBlu-ray وMPEG وMP3 . يقوم البرنامج أيضًا بإعداد مقاطع الفيديو التي تدعمها أجهزة الوسائط المتعددة المختلفة ، بما في ذلك أجهزة Apple (iPod وiPhone وiPad ) و Xbox وSony PlayStation وSamsung وNokia وBlackBerry وأجهزة Android المحمولة. البرنامج قادر على إجراء نسخ DVD وهو قادر على تحويل مقاطع الفيديو والصور والموسيقى إلى فيديو DVD .

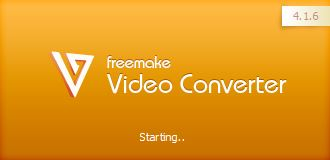
شاشة تحميل محول الفيديو Freemake